# 哈羅德·勞森

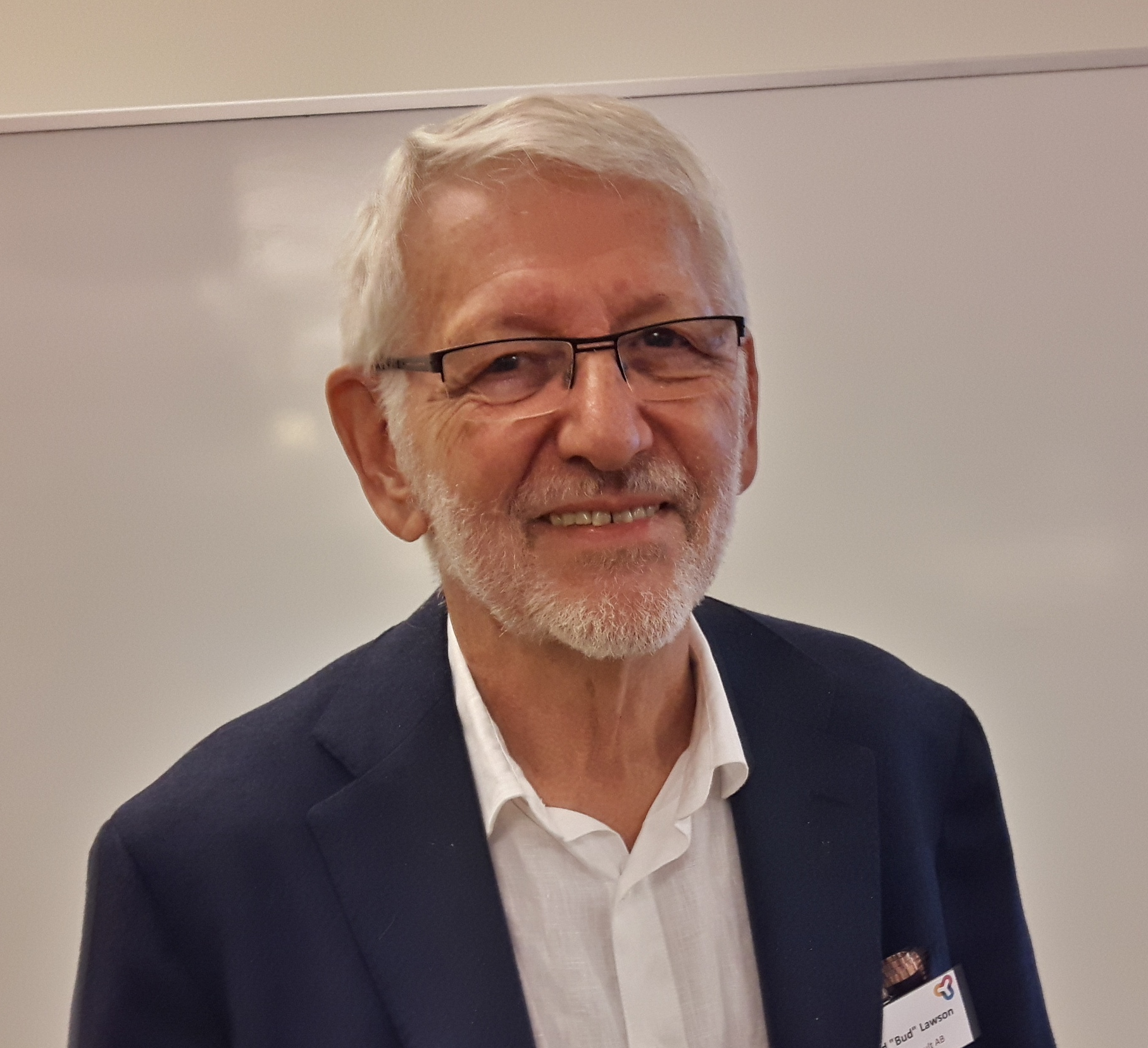
2017年的勞森

哈羅德·W·勞森（英語：Harold W. Lawson，1937年12月13日—），暱稱巴德（Bud），軟體工程師與系統工程師。他是计算机协会（ACM）院士、IEEE終身會員與系统工程国际委员会會員，為瑞典林雪平大學電信與電腦系統教授。他最為人知的貢獻，是於1964年發明了指標。

## 生平
哈羅德·勞森曾經歷過數份學術工作，後移居瑞典，擔任瑞典林雪平大學電信與電腦系統教授。在1983年，於林雪平大學協助創立了電腦與資訊工程系.。